# Suore della carità di Québec
Le Suore della Carità di Québec (in francese Sœurs de la Charité de Québec) sono un istituto religioso femminile di diritto pontificio: le suore di questa congregazione pospongono al loro nome le sigla S.C.Q.

## Storia

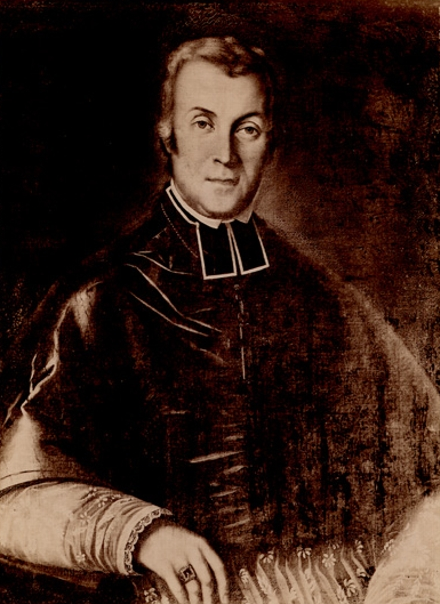
Pierre-Flavien Turgeon

Nel 1831 venne istituito a Québec un centro per l'assistenza agli orfani e l'educazione dei bambini poveri: il vescovo coadiutore di Québec, Pierre-Flavien Turgeon, ne affidò la direzione a una comunità di cinque suore grigie di Montréal guidata da Marcella Mallet (1805-1871).
Il 22 agosto 1849, per iniziativa di Turgeon, la Mallet diede inizio a un ramo autonomo della congregazione. Inizialmente le suore di Québec continuarono a seguire le regole della congregazione di Montréal, ma nel 1861 si dotarono di nuove costituzioni basate su quelle della Compagnia di Gesù.
L'istituto ricevette il pontificio decreto di lode dalla congregazione de Propaganda Fide l'11 luglio 1866 e l'approvazione definitiva della Santa Sede il 10 marzo 1878.

## Attività e diffusione
Le suore si dedicano all'istruzione e all'educazione della gioventù; alla cura dei malati, anche a domicilio; all'assistenza a orfani e anziani; al soccorso ai bisognosi.
Oltre che in Canada, le religiose sono presenti negli Stati Uniti d'America, in Giappone e nell'America meridionale (Argentina, Paraguay, Uruguay); la sede generalizia è in rue du Belvédère a Beauport.
Alla fine del 2008 la congregazione contava 527 religiose in 28 case.